# ویکتور هوگو
ویکتور-ماری هوگو  (فرانسوی: Victor-Marie Hugo‎؛ ۲۶ فوریه ۱۸۰۲ – ۲۲ مه ۱۸۸۵) نویسنده و سیاستمدار فرانسوی پیرو رمانتیسم بود. او طی دوران کاری ادبی‌اش که بیش از شش دهه به طول انجامید، در ژانرها و اشکال مختلف نوشت.
آثار او به بسیاری از اندیشه‌های سیاسی و هنری رایج در زمان خویش اشاره کرده و بازگویندهٔ تاریخ معاصر فرانسه است. از برجسته‌ترین آثار او بینوایان، گوژپشت نوتردام، کارگران دریا، مردی که می‌خندد و آخرین روز یک محکوم است. مشهورترین کارهای هوگو در خارج از فرانسه بینوایان و گوژپشت نوتردام است و در فرانسه وی را با مجموعه اشعارش هم می‌شناسند.
اگرچه هوگو در جوانی سلطنت‌طلب متعهدی بود، اما با گذشت دهه‌ها دیدگاه‌های او تغییر یافت و به جمهوری‌خواهی گرایش پیدا کرد و در سیاست نیز فعالیت داشت. آثار او به مسائل سیاسی و اجتماعی و گرایش‌های هنری زمان خود می‌پرداخت. ضدیتش با حکومت مطلقه و همچنین جایگاه ادبی هوگو، او را به قهرمان ملی تبدیل کرد. هوگو در ۲۲ مه ۱۸۸۵ در ۸۳ سالگی درگذشت. برای او یک تشییع جنازهٔ دولتی در پانتئونِ پاریس برگزار شد که بیش از ۲ میلیون نفر در آن شرکت کردند و بزرگ‌ترین مراسم تشییع در تاریخ فرانسه محسوب می‌شود.

## زندگی

### کودکی و نوجوانی
هوگو سومین پسر کاپیتان ژوزف لئوپولد سیژیسبو هوگو، که بعدها ژنرال شد، و سوفی فرانسواز تِرِبُوشه بود. وی در جوانی زیر نفوذ مادرش قرار داشت. مادرش از شاه‌دوستان و پیروان متعصب آزادی به شیوه ولتر بود و تنها بعد از مرگ مادر بود که پدرش توانست ستایش و علاقهٔ فرزندش به خود را برانگیزد.
کودکی ویکتور در کشورهای گوناگون سپری شد. مدت کوتاهی در کالج نجیب‌زادگان در مادرید اسپانیا درس خواند و در فرانسه زیر آموزش مدرس خصوصی خود پدر ریویه، کشیش بازنشسته بود. در ۱۸۱۴ به دستور پدر وارد پانسیون کوردیه شد که بیشتر تحصیلات مقدماتی را در آنجا گذراند و به مطالعهٔ آثار معاصران، به‌ویژه شاتوبریان، و نیز نگارش تصنیف‌های ادیبانهٔ پرداخت. وی شعر سرودن را با ترجمه اشعار ویرژیل آغاز کرد و با آن، قصیدهٔ بلندی در وصف سیل سرود.
نخستین مجموعه اشعار او با نام «قصیده‌ها و دیگر اشعار» (Odes et poésies diverses) در ۱۸۲۲ که ۲۰ سال داشت و نخستین رمان او، بو-ژارگال (Bug-Jargal)، در ۱۸۲۶ منتشر شدند.

### جوانی

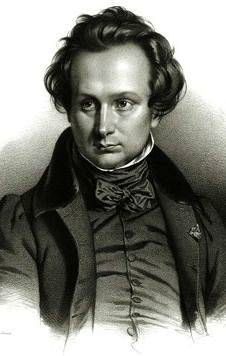
ویکتور هوگو در جوانی

ویکتور هوگو در ۱۸۲۲ با آدل فوشه دوست کودکی خود ازدواج کرد. آدل فوشه دختری بود سبزه‌رو با موهای مشکی و ابروانی کمانی. او در ۱۶ سالگی بانویی خوش‌سیما و جذاب بود. آدل فوشه نخستین عشق ویکتور هوگو بود و ویکتور او را بسیار تحسین می‌کرد. دوران نامزدی آدل و ویکتور را می‌توان تراژدی عاشقانه توصیف کرد.
ویکتور و آدل همدیگر را از کودکی می‌شناختند. دو خانواده فوشه و هوگو با هم صمیمی بودند و بچه‌هایشان با هم بزرگ شدند. عشق هوگو به آدل زمانی آغاز شد که نوجوانی بیش نبود.
مادر ویکتور او را از این عشق بازمی‌داشت. او می‌خواست که پسرش با دختری از خانواده بهتر ازدواج کند. مخالفت خانواده‌های این دو دلداده با ازدواجشان به شرایط تراژیکی انجامید. پدر آدل فوشه در نهان از موفقیت رو به رشد ویکتور در ادبیات شادمان بود اما می‌ترسید که مادر هوگو، آدل را مناسب نداند. او به آدل هشدار داد که ویکتور، مغرور، دمدمی‌مزاج و تن‌پرور است. با این حال آن دو پنهانی با هم نامه رد و بدل می‌کردند.
ویکتور شک نداشت که رابطهٔ آن‌ها به ازدواج می‌انجامد و آنقدر از آن مطمئن بود که زیر نامهٔ اولش را گستاخانه، با نام «همسر تو» امضا کرد. پس از دو سال و رد و بدل شدن دویست نامه، ویکتور و آدل ازدواج کردند و صاحب پنج فرزند شدند.
هوگو، آدل را از صمیم قلب دوست داشت؛ در سال‌های اول نامزدی‌شان وقتی مادر آدل بیرون از خانه بود، آدل بی‌معطلی و پنهانی از راهی تاریک می‌گذشت و به دیدن ویکتور که زیر درخت بلوط منتظرش بود می‌رفت، مانند کوزت که پنهانی به دیدن ماریوس می‌رفت.
ویکتور و آدل در ۲۶ آوریل ۱۸۱۹ زمانی که ویکتور ۱۹ و آدل ۱۶ سال داشتند، آشکارا به یکدیگر ابراز علاقه کردند.
آدل می‌پنداشت که دخترکی فقیر از طبقه بورژوازی بیش نیست، که البته کم و بیش درست بود. اگرچه ظاهر خوبی داشت، چیز زیادی دربارهٔ شخصیتش گفتنی نبود. او در پوشش خود نه سلیقه داشت و نه زیرکی، و همیشه با لباس‌های غیررسمی ظاهر می‌شد. او سربه‌هوا و کم‌هوش بود، که باعث شد که از نظر فرهنگی عقب بماند. او به نبوغ آشکار و دستاوردهای همسرش تنها برای پول و درآمد ارج می‌نهاد و علاقهٔ چندانی به شعر نداشت. هر چند که بعدها دو تن از بزرگ‌ترین شاعران فرانسه به وی علاقه‌مند شدند. آدل فوشه با شاگرد ویکتور هگو (چارلز سنت‌بوو) به او خیانت کرد.

### همسر
ویکتور در اکتبر ۱۸۲۲ با آدل فوشه ازدواج کرد.
ژولیت دوئه هنرپیشه اهل فرانسه بود که پس از اینکه معشوقهٔ ویکتور هوگو شد، و منشی و همراهش نیز بود، کار روی صحنه را رها کرد. ژولیت، هوگو را در تبعید خود به جزیره مانش همراهی کرد و در طول زندگی‌اش هزاران نامه به او نوشت.

### فرزندان
ویکتور هوگو، سه پسر و دو دختر داشت. دختر بزرگ او لئوپولدین هوگو در ۱۸۲۴ به دنیا آمد و در ۱۹ سالگی به همراه شوهر وفادارش و بچه‌ای که هنوز به دنیا نیامده بود در حادثهٔ قایق‌سواری در رودخانهٔ سن غرق شد.
دختر کوچک او، آدل هوگو در پی عشق نافرجام به یک افسر ارتش نیروی دریایی بریتانیا به بیماری روانی دچار شد.

## نوشتار

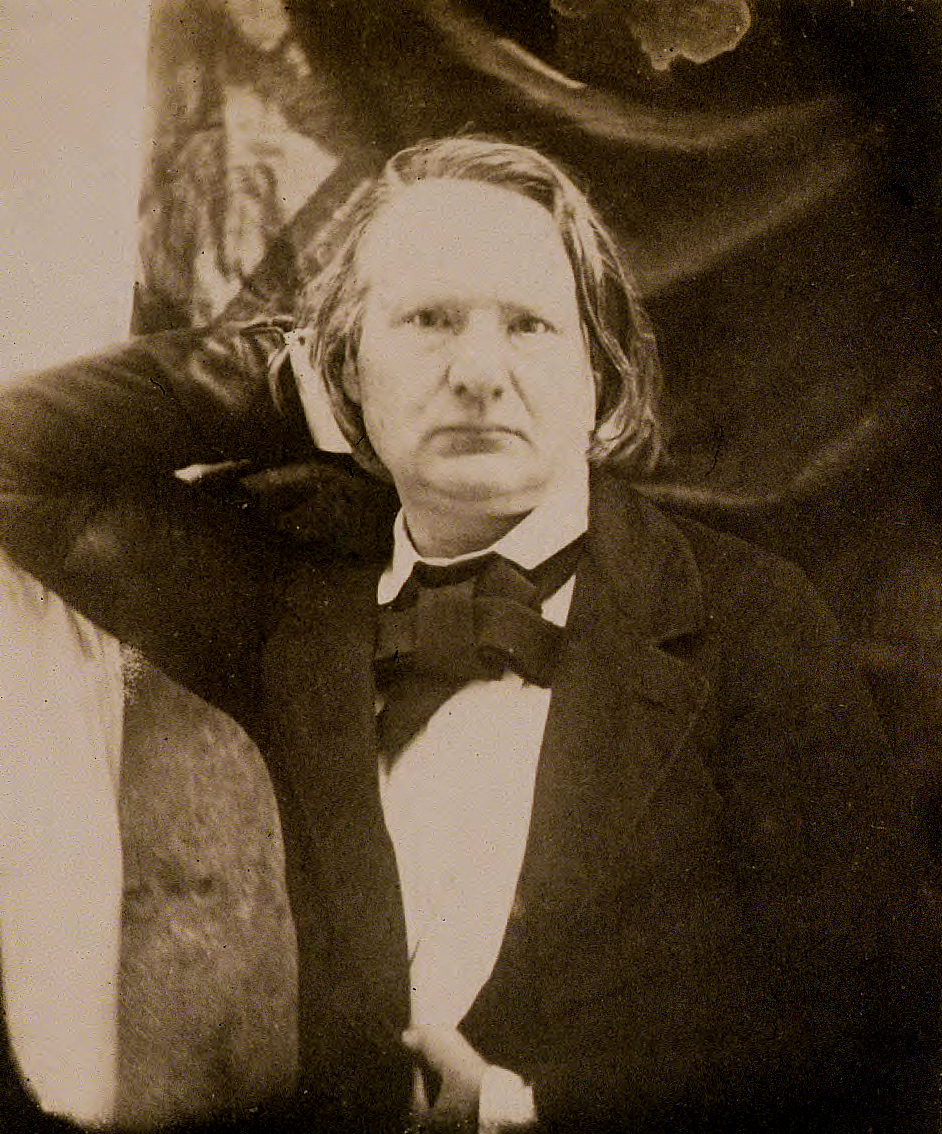
ویکتور هوگو، ۱۸۵۳

با آنکه در ایران، هوگو بیشتر با رمان‌هایش شهرت دارد، در فرانسه بیشتر اورا بخاطر اشعار و غزل‌هایش می‌شناسند.
هوگو باور داشت که شاعر دو وظیفه دارد:
- بازتاب‌دادن عواطف و احساسات جهانی با آشکار ساختن احساسات خود، و به‌هم پیوستن صدای نسل بشر، طبیعت و تاریخ.
- آموزش دادن و راهنمایی خواننده

آثار هوگو را می‌توان به‌طور کلی در پنج دسته مرور کرد:
- آثار آغاز جوانی
- شعرها
- نمایشنامه‌ها
- رمان‌ها
- مجموعه‌ای از نامه‌ها، خاطرات، نقدها و مقالات ادبی و سیاسی

### آغاز مکتب رمانتیسم
هوگو در ۱۸۳۱ با انتشار کتاب نوتردام دوپاری که پس از بینوایان بزرگ‌ترین اثر اوست شهرتی فراگیر یافت. در ۱۸۲۷ درام کرمول را نوشت و بر این کتاب مقدمهٔ مفصلی نوشت که خود کتابی مستقل است و اهمیت آن به مراتب فراتر از خود درام است. این مقدمه را می‌توان مرام‌نامهٔ مکتب رومانتیسم دانست و با همین مقدمه است که رومانتیسم به عنوان مکتبی مستقل آغاز می‌شود و بدین گونه هوگو مکتبی به نام رمانتیسم را بنیان می‌نهد.
او معتقد بود که هر آنچه که در طبیعت است به هنر تعلق دارد و در مقدمهٔ کرمول نوشت:
... بشر در طول حیات خود، پیوسته یک نوع تمدن و یک نوع جامعه نداشته است؛ بشریت مانند هر یک از واحدهای خود، یعنی انسان‌ها، بزرگ شده، بالیده، به بلوغ رسیده و آن‌گاه به پیری پر عظمت خود رسیده است. پیش از عهدی که جامعهٔ امروز عهد عتیق می‌خواند، دوره‌ای بوده که عهد افسانه خوانده می‌شده که بهتر بود عصر آغازین خوانده‌شود و در آنجا که شعر، آینهٔ اندیشه‌های آدمی است، شعر نیز این سه دورهٔ عهد آغازین، عهد عتیق و عهد جدید را طی کرده است. اشعار غنایی، زاییدهٔ عهد آغازین است و خاستگاه اشعار حماسی، عهد عتیق و درام، پروردهٔ عهد جدید است. نغمه و غنا، ابدیت را ساز می‌کند. ماهیت غنا، طبیعی بودن، خصوصیت دومی حماسه سادگی و صفت سوم درام حقیقی بودن است. قهرمانان اشعار غنایی اشخاص داستانی بزرگی چون آدم و قابیل و نوح بودند، قهرمانان حماسه‌ها، پهلوانان غول‌صفتی چون آشیل، هرکول، آیاس، پرومته و آگاممنون بودند و قهرمانان درام جز انسان‌های عادی کس دیگری نیست، کسانی چون هملت، مکبث، اتلو و…»
و این‌گونه هوگوی جوان، عصری نو در تاریخ ادبیات جهان گشود؛ عصری که «عصر رمانتیسم» نام گرفت. از این زمان به بعد هوگو دوستداران بسیار یافت و خانهٔ او، دیدارگاه نویسندگان پیرو مکتب رمانتیسم شد که از میان آن‌ها می‌توان به آلفرد داوینی و شارل اوگوستن سنت بوو منتقد اشاره کرد. ۱۸۲۹ تا ۱۸۴۳ سال‌های بالندگی و کامیابی هوگو بود. او در این سال‌ها، چندین مقاله، سه رمان و پنج کتاب شعر و نمایشنامه نوشت. با این حال، شکست نمایشنامه منظوم او در ۱۸۴۳ و پس از آن، مرگ دخترش لئوپولدین، که او را بسیار دوست می‌داشت، خلاقیت شگفت‌آورش را دچار وقفه کرد.

### فعالیت‌های سیاسی

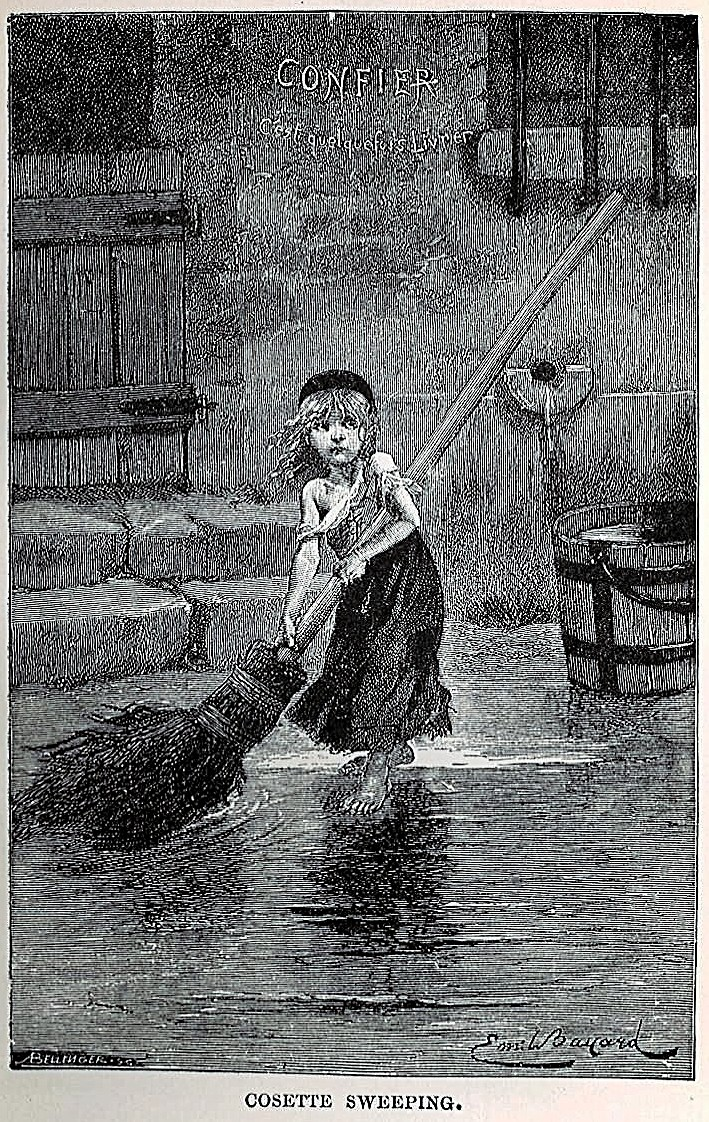
نقاشی «کوزت» گرفته شده از نسخهٔ اصلی بینوایان توسط امیلی بایارد (۱۸۶۲)

هوگو در ۱۸۴۵ از سوی شاه به مجلس اعیان دعوت شد و یک پست سیاسی در حکومت وابسته به قانون اساسی شاه لوئی فیلیپه، پذیرفت. انتخاب وی اعتراضات چندی را برانگیخت که به گوشه‌گیری او انجامید. هوگو در گوشه‌گیری خود، شاهکار انسان‌دوستانهٔ خود بینوایان را نوشت. پس از انقلاب در ۱۸۴۸، او نماینده، و پس از لوئی ناپلئون بناپارت، رئیس‌جمهور جمهوری دوم فرانسه شد. او علیه اعدام و بی‌عدالتی اجتماعی سخن راند و بعدها در مجمع قانون‌گذاری و مجمع وابسته به قانون اساسی انتخاب شد.
او از نامزدی لویی ناپلئون برای رئیس‌جمهوری حمایت کرد و برای مدتی هم حامی حزب محافظه‌کار و رئیس‌جمهور بود ولی هنگامی که ناپلئون در ۱۸۵۱ قدرت را در دست گرفت و قانون اساسی ضد پارلمان را جایگزین کرد، هوگو او را خائن به فرانسه نامید و در نطق تاریخی ۱۸ ژوئیه ۱۸۵۱ در بررسی قانون اساسی گفت:
«چون زمانی ناپلئون کبیر داشته‌ایم، باید ناپلئون حقیر نیز داشته‌باشیم؟»
هوگو پس از کودتای ۲ دسامبر ۱۸۵۱ به بروکسل گریخت و در تبعید درازمدت خود، آثار بزرگی نوشت. او با سقوط ناپلئون سوم در ۱۸۷۰ به میهن بازگشت. برای چند سال او نماد مخالفت با پادشاهی و طرفدار جمهوری بود. در ۱۸۷۱ به مجلس ملی راه یافت ولی خیلی زود از نمایندگی مجلس کناره گرفت.
در ۱۸۷۴ بی‌اعتنا به نقدهای تاریخی واقع‌گرایی و طبیعت‌گرایی، کتاب نود و سه را نوشت.
هوگو در هفتاد و پنج سالگی کتاب دلنشین هنر پدر بزرگ بودن را نوشت؛ اما همچنان به سیاست تمایل داشت و در ۱۸۷۶ به مجلس سنا راه یافت. در فوریه ۱۸۸۱ به مناسبت هشتاد سالگی مراسم با شکوهی به افتخارش برپا شد که کمتر کسی در زندگی خود، به چنین افتخاری رسیده است.

### تبعید

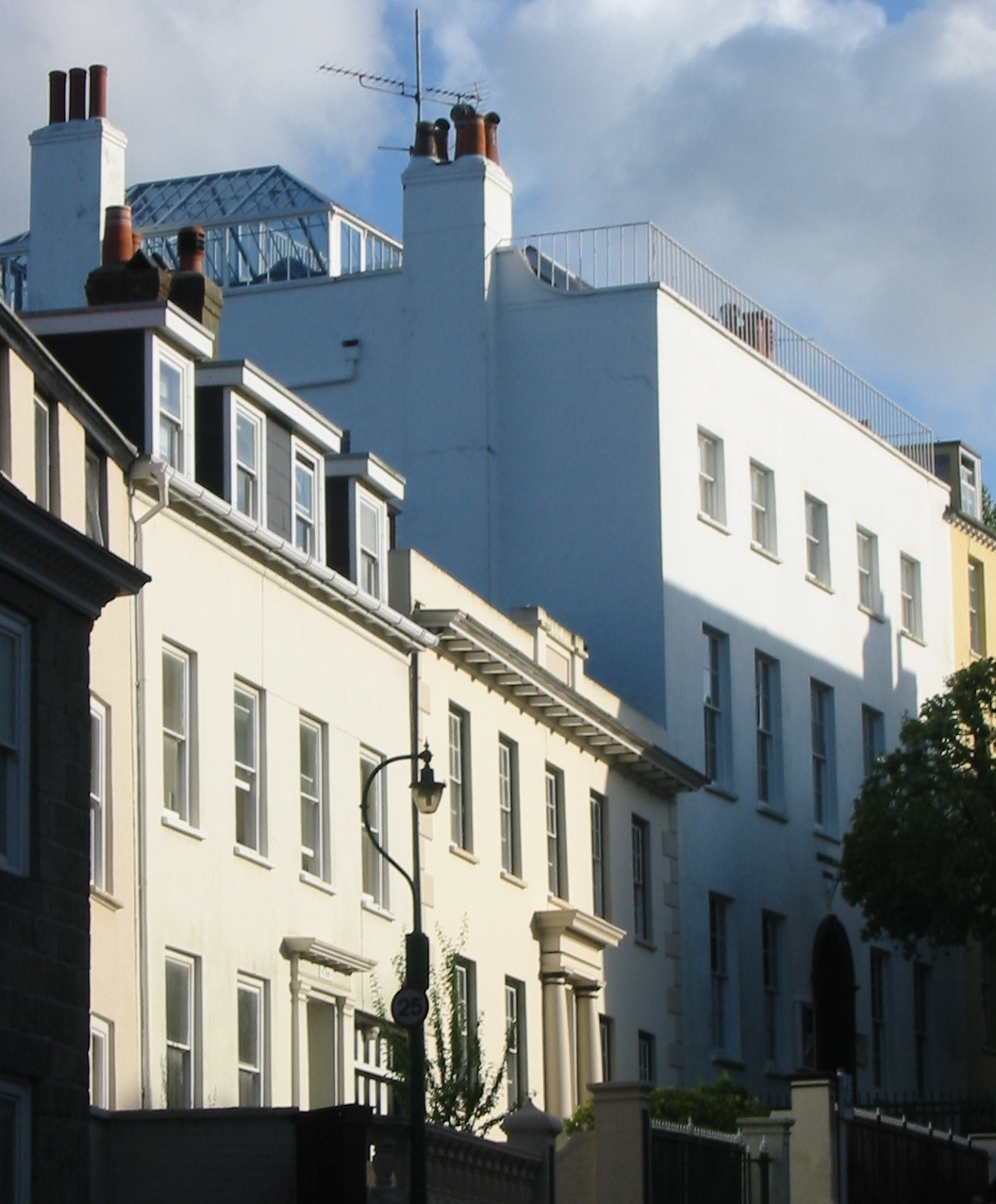
اوت‌ویل هاوس، محل زندگی ویکتور هوگو در تبعید

ویکتور هوگو در زندگی همواره برای داشتن عقاید آزادی‌خواهانه و سوسیالیستی و حمایت قلمی و لفظی از محرومان جامعه، مورد خشم سران دولتی و حکومتی بود و با فشارهایی چون سانسور، تهدید و تبعید، از آرمان‌های بلند خود دست نکشید. او ابتدا به بروکسل و سپس به جزیرهٔ جرزی و سرانجام به جزیرهٔ گریزین که از جزایر دریایی مانش است، تبعید شد. در آنجا بود که به نوشتن دربارهٔ نکوهش اعمال ظالمانهٔ حکومت فرانسه ادامه داد و در نتیجه مقالات مشهور او ضد ناپلئون سوم در فرانسه ممنوع شد. با این حال، این مقالات تأثیر زیادی داشتند.
هوگو در تبعید در نویسندگی به پختگی رسید و نخستین اشعار از حماسهٔ برساخته خود را با نام افسانهٔ قرن‌ها، کتاب بینوایان، کتاب جنجال‌برانگیز ناپلئون صغیر و بسیاری آثار دیگر را در این دوران نوشت؛ او دربارهٔ رمان بینوایان گفته است:
«من این کتاب را برای همهٔ آزادی‌خواهان جهان نوشته‌ام»
با اینکه ناپلئون سوم در ۱۸۵۹ همه تبعیدی‌های سیاسی را بخشود اما هوگو از پذیرش این بخشش سر باز زد زیرا پذیرش آن بدین معنی بود که او دیگر نباید از دولت انتقاد کند.
او پس از سرنگونی ناپلئون سوم در ۱۸۷۰ به عنوان قهرمان ملی به پاریس بازگشت و عضو مجمع نمایندگان ملی و بعد سناتور جمهوری سوم شد.

### دیدگاه‌های دینی
دیدگاه‌های دینی هوگو در زندگی‌اش تغییر کرد. او در جوانی، مسیحی کاتولیک بود و سوگند خورد که به مقامات و مسئولان کلیسا احترام بگذارد. اما کم‌کم، کاتولیکی شد که به وظایف دینی‌اش عمل نمی‌کرد و بیش از پیش به بیان دیدگاه‌های ضد پاپ و ضد کشیشی پرداخت. در دوران تبعید برای سرگرمی به احضار روح می‌پرداخت و در سال‌های بعد، خداشناسی بر پایهٔ عقل را مشابه آنچه که مورد حمایت ولتر نویسندهٔ فرانسوی بود، پابرجا کرد.
در ۱۸۷۲ وقتی مسئول آمارگیری از هوگو پرسید که آیا کاتولیک است یا نه او پاسخ داد: «نه، من آزاداندیش هستم». هوگو هیچ‌گاه از بیزاری خود از کلیسای کاتولیک دست برنداشت. این بیزاری در اثر بی‌اعتنایی کلیسا به بیکاری زیر ستم حکومت پادشاهی و شاید هم در اثر قرار گرفتن بینوایان در لیست کتاب‌های ممنوع پاپ بود.
هنگام مرگ دو پسرش، چارلز و فرانسوا، او اصرار داشت که آن‌ها بدون صلیب عیسی یا کشیش به خاک سپرده شوند؛ او در وصیت‌نامه‌اش هم چنین شرطی برای خاک‌سپاری خود گذاشت. هوگو با اینکه باور داشت که عقاید کاتولیک رو به زوال است اما هیچ‌گاه مستقیماً از عرف و سنت انتقاد نکرد. او همچنان به خدا باورمند ماند. او عمیقاً به قدرت و ضرورت حمد و ستایش ایمان داشت.
عقل‌گرایی هوگو را در اشعارش از قبیل تورکمادا (۱۸۶۹، دربارهٔ تعصب‌های دینی)، پاپ (۱۸۷۹، کتابی ضد کشیش)، دین و ادیان (۱۸۸۰، در سودمندی کلیسا) و … می‌توان دید. هوگو می‌گفت: ادیان به تدریج از میان می‌روند، اما این خداست که می‌ماند. او پیش‌بینی می‌کرد که مسیحیت بالاخره روزی از میان خواهد رفت اما مردم همچنان به خدا، روح و تعهد، باورمند خواهند ماند.

## سال‌های پایانی و مرگ

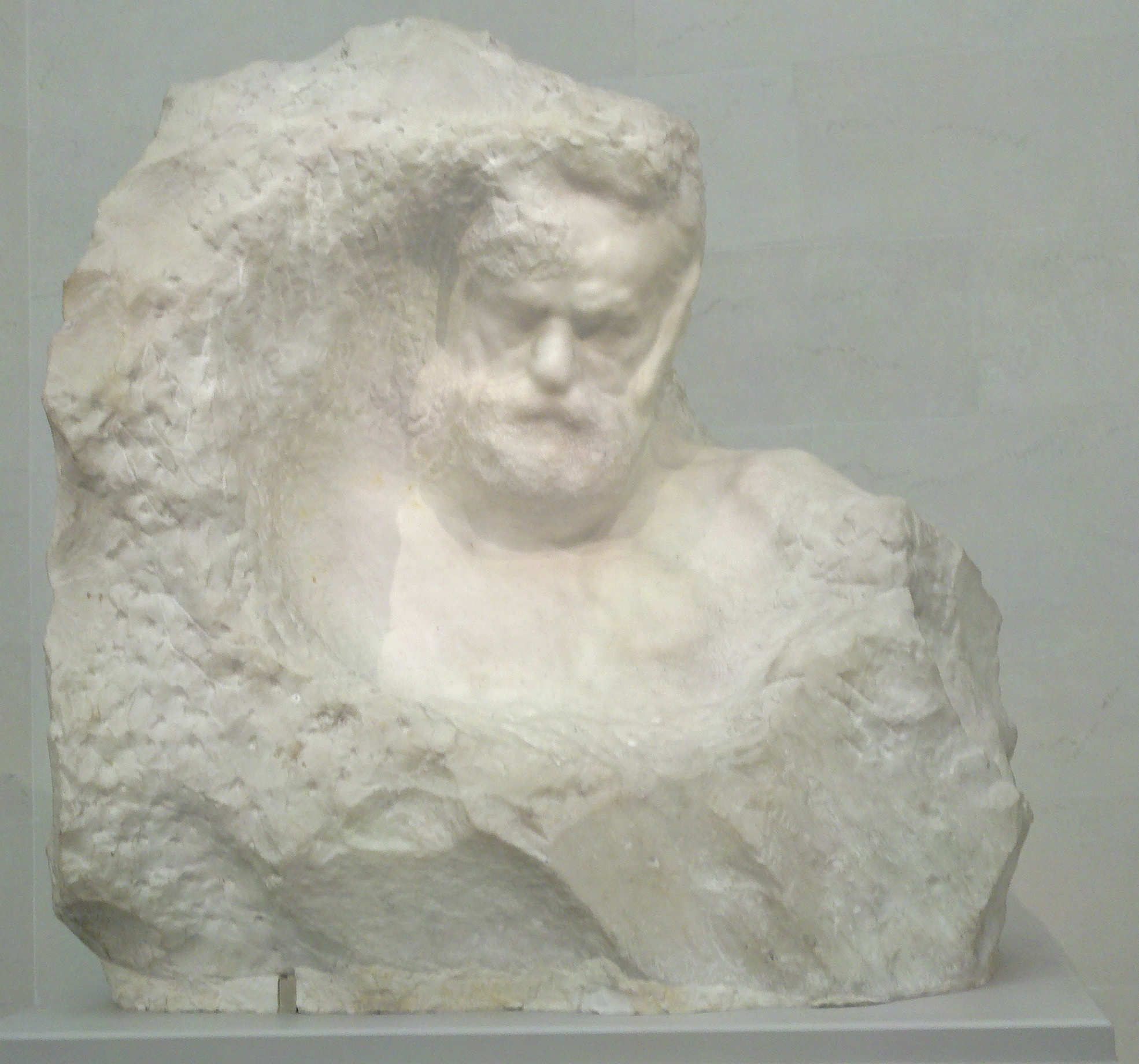
مجسمه مرمری ویکتور هوگو، اثر آگوست رودین

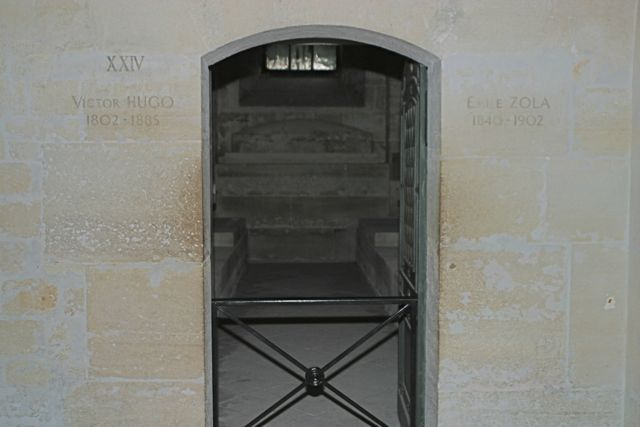
آرامگاه ویکتور هوگو و امیل زولا در معبد پانتئون

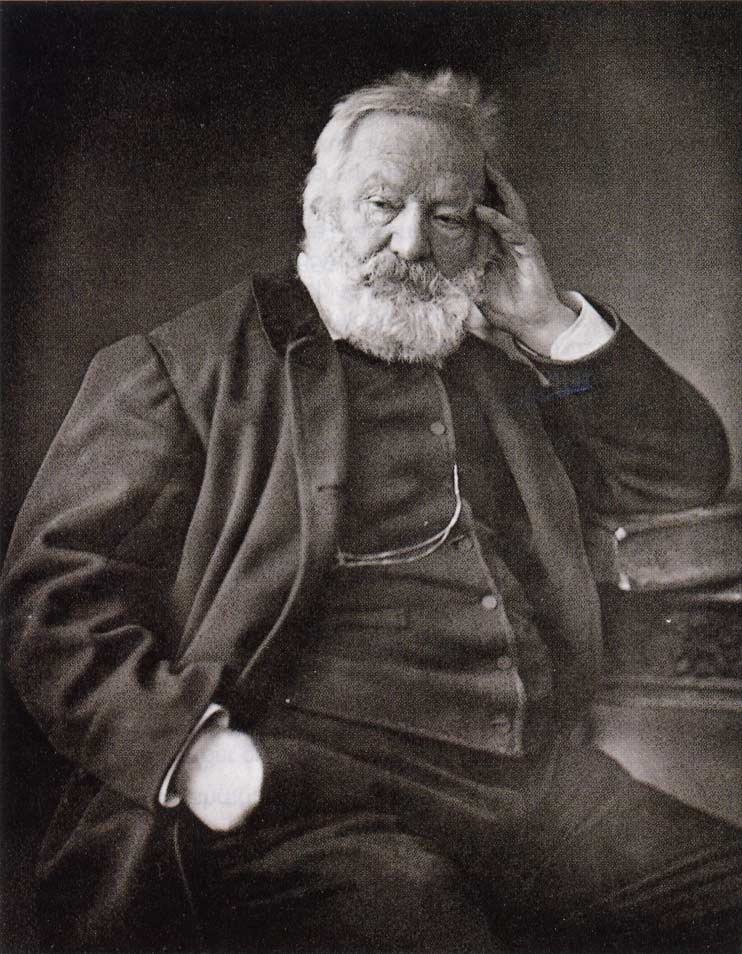
ویکتور هوگو، ۱۸۸۳

وقتی هوگو در ۱۸۷۰ به پاریس بازگشت مردم از او به عنوان قهرمان ملی استقبال کردند. هوگو به‌رغم محبوبیتش، برای انتخاب دوباره در مجمع نمایندگان ملی در ۱۸۷۲ تلاش نکرد. دو دهه آخر زندگی هوگو در اثر بستری‌شدن دخترش در آسایشگاه روانی، مرگ دو پسرش و نیز مرگ آدل در ۱۸۶۸ بسیار ناراحت‌کننده بود.
هوگو با آسیب‌های روحی و روانی که بر او وارد شده‌بود، به نوشتن ادامه داد و در سیاست هم تا ۱۸۷۸، که تندرستی‌اش رو به زوال گذاشت، فعال ماند. او در ۳۰ ژانویه ۱۸۷۶ برای مجلس سنا، که اخیراً تأسیس شده بود، انتخاب شد.
در فوریه ۱۸۸۱ به پاس این‌که هوگو وارد هشتادمین سال زندگی شده، یکی از بزرگ‌ترین بزرگداشت‌ها برایش برگزار شد.
این مراسم از بیست و پنجم فوریه با اهدای گلدان سور (نوعی چینی فرانسوی) به هوگو آغاز شد؛ این گلدان، هدیه‌ای سنتی برای بلندپایگان بود که به ویکتور هوگو داده شد. بیست و هفتم فوریه بزرگ‌ترین رژه در تاریخ فرانسه برگزار شد. رژه‌رونده‌ها شش ساعت راه رفتند تا از مقابل هوگو که پشت پنجره اتاقش نشسته بود رد شوند. سربازان راهنما برای اشاره به ترانه کوزت در بینوایان گل‌های گندم به گردن آویخته بودند.
هوگو در ۲۲ مه ۱۸۸۵ پس از یک دوره بیماری در ۸۳ سالگی در پاریس درگذشت. مرگ وی، سوگ ملی شد و بیش از دو میلیون نفر در مراسم خاک‌سپاری او شرکت کردند. هوگو نه تنها برای جایگاه والایش در ادبیات فرانسه، بلکه به عنوان سیاست‌مداری که به تشکیل و نگهداری جمهوری سوم و دموکراسی در فرانسه کمک کرد، ستوده شد.
آرامگاه ویکتور هوگو در پانتئون نزدیک پارک لوگزامبورگ است.

### رمان‌ها
- بینوایان
- گوژپشت نتردام
- آخرین روزهای یک محکوم به اعدام
- رنجبران دریا
- کلود ولگرد
- مردی که می‌خندد
- نود و سه
- ریبلاس
- برگ‌های خزان
- روح انسان
- نغمات شفق
- کارگران دریا

### کتاب شعرها
- شرقی‌ها
- هنر پدر بزرگ بودن

### آثار بر طبق تاریخ
- آثار آغاز نوجوانی

1. اینه دوکاسترو درامی به نثر در سه پرده که هوگو در پانزده سالگی نوشته است.
2. ترجمهٔ بخش‌هایی از انه‌اید شاهکار ویرژیل:

- پیرمرد گالز
- غار سیکلوپ‌ها
- کاکوس

1. درلیدی ترجمه‌ای از اشعار اوراس
2. سزار از از روبیکون می‌گذرد ترجمه‌ای از فارسال تصنیف لوکن

شعرها
1. اغانی جدید
2. اغانی و قصاید (odes et Ballades)
3. شرقی‌ها
4. برگ‌های خزان (Les Feuilles d' automne)
5. نغمات شفق (chants du crepuscule)
6. صداهای درونی (Les voix interieurcs)
7. پرتوها و سایه‌ها
8. کیفرها
9. سیر و سیاحت
10. افسانه قرون
11. غزلیات کوچه‌ها و بیشه‌ها
12. سال مخوف
13. فن پدربزرگی
14. پاپ
15. شفقت عالی
16. ادیان و دین
17. خر
18. ریاح چهارگانه روح
19. عاقبت شیطان
20. مکنونات چنگ
21. خدا
22. سال‌های شوم
23. دسته گل آخرین

نمایشنامه‌ها
1. کرامول
2. آمی روبسار
3. ارنانی
4. ماریون دلورم
5. شاه تفریح می‌کند
6. لوکرس بورژیا
7. ماری تودور
8. آنژلو
9. اسمرالدا
10. ریبلاس
11. توامان
12. بورگراوها
13. تورکه مادا
14. تئاتر در هوای آزاد

رمان‌ها
1. بوگژارگال
2. هان دیسلند
3. آخرین روز یک محکوم
4. نتردام دو پاری یا گوژپشت نتردام
5. کلود گدا
6. بینوایان
7. کارگران دریا
8. مردی که می‌خندد
9. نود و سه
10. رفتارها و گفتارها
11. مجموعه‌ای از نامه‌ها، خاطرات، نقدها و مقالات ادبی و سیاسی

## ویکتور هوگو در سینما
براساس داستان‌ها و رمان‌های ویکتور هوگو فیلم‌های زیادی ساخته شده است.
1. - نتردام دوپاری، کارگردان: آلیس گی، فرانسه، ۱۹۰۶م.
2. - ولگرد، بخاری، سرقت شمعدانی، کارگردان:؟، فرانسه، ۱۹۰۷م. بر اساس بینوایان
3. - سلطان تفریح می‌کند، کارگردان: آلبر کاپه‌لانی، فرانسه، ۱۹۰۹م.
4. - بی‌نوایان، کارگردان: جیمز استوارت بلکتون، فرانسه، ۱۹۰۹م.
5. - گوژپشت نتردام، کارگردان: رنه الکساندر، فرانسه، ۱۹۱۱م.
6. - گوژپشت نتردام، کارگردان: آلبر کاپه‌لانی، فرانسه، ۱۹۱۱م.
7. - بینوایان، کارگردان: آلبر کاپه‌لانی، فرانسه، ۱۹۱۲م.
8. - نود و سه، کارگردان: آلبر کاپه‌لانی، فرانسه، ۱۹۱۴م.
9. - زیبایی پاریس (نتردام دوپاری) کارگردان: گوردن ادواردز، آمریکا، ۱۹۱۷م.
10. - کارگران دریا، کارگردان: آ. آنتوان، فرانسه، ۱۹۱۸م.
11. - ماریون دلورم، کارگردان: هانری کراوس، فرانسه، ۱۹۱۸م.
12. - بی‌نوایان، کارگردان: فرانک لوید، آمریکا، ۱۹۱۷م.
13. - گوژپشت نتردام (فیلم ۱۹۲۳)، کارگردان: والاس وورسانی، آمریکا، ۱۹۲۳م.
14. - بی‌نوایان، کارگردان: آنری فکور، فرانسه، ۱۹۲۵م.
15. - مردی که می‌خندد، کارگردان: پل لنی، آمریکا، ۱۹۲۸م.
16. - بی‌نوایان، کارگردان: ریمون برنار، فرانسه، ۱۹۳۴م.
17. - بی‌نوایان، کارگردان: ریچارد بولسلافسکی، آمریکا، ۱۹۳۵م.
18. - گاوروش، کارگردان: ت. لوکاته‌ویچ، شوروی، ۱۹۳۷م. بر اساس بینوایان
19. - گوژپشت نتردام، کارگردان: ویلیام دیترله، آمریکا، ۱۹۳۹م.
20. - بینوایان، کارگردان: کمال سلیم، مصر، ۱۹۴۴م.
21. - ری‌بلاس، کارگردان: پیر بیلوس، فرانسه، ۱۹۴۸م.
22. - بینوایان، کارگردان: فرناندو ریورو، مکزیک، ۱۹۴۴م.
23. - بی‌نوایان، کارگردان: ریکاردو فردا، ایتالیا، ۱۹۴۸م. بر اساس بینوایان
24. - بی‌نوایان، ژان والژان، کارگردان: لوئیس مایلستون، آمریکا، ۱۹۵۲م.
25. - بینوایان، کارگردان: دایسوکه اتیو، ماساهیرو ماکینو، ژاپن، ۱۹۵۲م.
26. - ازاعی پادام پادو، کارگردان: رامنوت، هند/اندونزی، ۱۹۵۳م. بر اساس بینوایان
27. - گوژپشت نتردام، کارگردان: ژان دولانوا، فرانس و ایتالیا، ۱۹۵۶م.
28. - بی‌نوایان، کارگردان: ژان-پل لو شانوا، فرانسه، ۱۹۵۸م.
29. - بی‌نوایان، کارگردان: گلن جردن، آمریکا/انگلستان، ۱۹۷۸م.
30. - بی‌نوایان، کارگردان: روبر حسین، فرانسه، تلویزیون، ۱۹۸۲م.
31. - گوژپشت نتردام، کارگردان: -، استرالیا، ۱۹۹۵م.
32. - بی‌نوایان، کارگردان: کلود للوش، فرانسه، ۱۹۹۵م.
33. - گوژپشت نتردام، کارگردان: گری تروزدیل، کرک ویس، آمریکا، ۱۹۹۵م.
34. - بی‌نوایان، کارگردان: تام هوپر، انگلستان، ۲۰۱۲م.
35. - هیولا، کارگردان: سیامک یاسمی، ایران، ۱۳۵۵ه‍.خ بر اساس گوژپشت نتردام

## نقاشی‌ها
هوگو بیش از چهار هزار نقاشی کشید که حدود سه هزار تای آنها موجود هستند. او که طراحی و نقاشی را اوایل به عنوان تفریح دنبال می‌کرد، کمی پیش از تبعیدش تصمیم گرفت نوشتن را کنار بگذارد و وقتش را در سیاست صرف کند؛ نقاشی برایش گریزی خلاقانه در سال‌های ۱۸۴۸–۱۸۵۱ بود.
هوگو فقط روی کاغذ و در اندازه‌های کوچک کار می‌کرد؛ رنگ نقاشی‌های او اغلب قهوه‌ای یا آب‌مرکب مشکی، گاهی با کمی سفید و به ندرت با رنگ‌های جز آن بودند.
- گرگ‌ومیش، جرسی، ۱۸۵۳–۱۸۵۵.
- شهر با پل خراب، ۱۸۴۷.
- اختاپوس، ۱۸۶۶.
- صخره امرتاج در یک منظره خیالی
- فانوس دریایی
- گاوروش در ۱۱ سالگی.

### بخش سینمایی
- طباطبایی مجد، غلامرضا، دائرةالمعارف مصور زرین جلد دوم، تهران: انتشارات زرین، شابک ۹۶۴-۴۰۷-۰۱۹-۴
- امید، جمال (۱۳۷۴)، تاریخ سینمای ایران ۱۲۷۹–۱۳۵۷، تهران: انتشارات روزنه